# Мангеттен-Біч (Каліфорнія)
Мангеттен-Біч (англ. Manhattan Beach) — місто (англ. city) в США, в окрузі Лос-Анджелес штату Каліфорнія. Населення — 35 506 осіб (2020).
Місто розташоване на південному заході Лос-Анджелеського округу штату Каліфорнія, США, на тихоокеанському узбережжі південніше Ель-Сегундо, північніше Ермоза-Біч. Мангеттен-Біч є одним із трьох міст, що складають район Саут-Бей (Південну бухту). Міра-Коста вища середня школа у Мангеттен-Біч є одна з 1 % найкращих середніх шкіл у США. У 2017 році, за версією журналу Forbes Мангеттен-Біч посідає 66-е місце у списку найдорожчих поштових індексів Америки із середньою ціною будинків $3,150,204.
Єдиний шкільний район Манхеттен-Біч за результатами тестів займає 3-тю сходинку в штаті Каліфорнія. За рейтингом журналу Форбс Єдиний шкільний район Манхеттен-Біч є 6-м шкільним округом у США. 2014 року газета Манхеттен-Біч Біч Репортер повідомляла, що місто має більший відсоток освічених мешканців (з дипломами бакалавра й вище), ніж в будь-якому іншому передмісті Лос-Анджелеса.
Багато особистостей відомих у спорті та індустрії розваг живуть у Манхеттен-Бічі через його розташування на океані, шкільну освіту та легке сполучення з Лос-Анджелесом. Журнал GQ назвав Манхеттен-Біч одним із шести найкращих пляжів США в липні 2014 року.
За даними на 18 травня 2017 року, дослідження PropertyShark поштовий індекс Манхеттен-Біч 90266 належить до 32 найдорожчих поштових індексів у США. За даними на грудень 2017 р. дослідження PropertyShark міста Манхеттен-Біч, середня ціна квадратного фута житла була найдорожча ($943 за кв. фут) з усіх 88 міст в окрузі Лос-Анджелес. Малібу займає друге місце за середньою ціною за фут $933 за квадратний метр, а Беверлі-Хіллс було третім у 839 $ за квадратний фут.

## Історія
В 1863 році шотландський іммігрант, сер Роберт Бернетт (Robert Burnett), купив Ранчо Саусал-Редондо й Ранчо Агуае-де-ла-Сентінела у спадкоємців Авіли за $33,000. У 1873 р. Бернетт здав в оренду Ранчо канадійцю Даніелу Фрімену (неамериканець Деніел Фріман був першим, хто подав позов за Актом про садибу 1862 року). Бернетт повернувся до Шотландії, а Фрімен переїхав із дружиною та трьома дітьми на ранчо й зайнявся вирощуванням різних культур. 4 травня 1885, Фрімен купив ранчо від Бернетт за $140,000.
Джордж Х. Пек володів багатьма землями, що стали північною частиною Манхеттен-Біч. Приблизно 1902 року була обрана назва для міста жерекуванням, через кидання монети. Ним стала назва Манхеттен, за районом Манхеттен у Нью-Йорку, що був рідним місцем для забудовника міста Стюарта Мэрилла. Другу частину — «Біч» (Пляж) було додано до назви міста у 1927 році на запит поштмейстера.
Земля у Манхеттен-Біч являла собою піщані дюни. Протягом 1920-х і 1930-х років Кун Бразерс Констракшен Компані зрівняла піщані дюни, а надлишок піску продала й вивезла на острів Вайкікі на Гаваях, де завдяки йому перетворили рифи й скелі на піщаний пляж. Пісок також використовували для будівництва Лос-Анджелеського Колізею й частини автошляху Pacific Coast Highway.

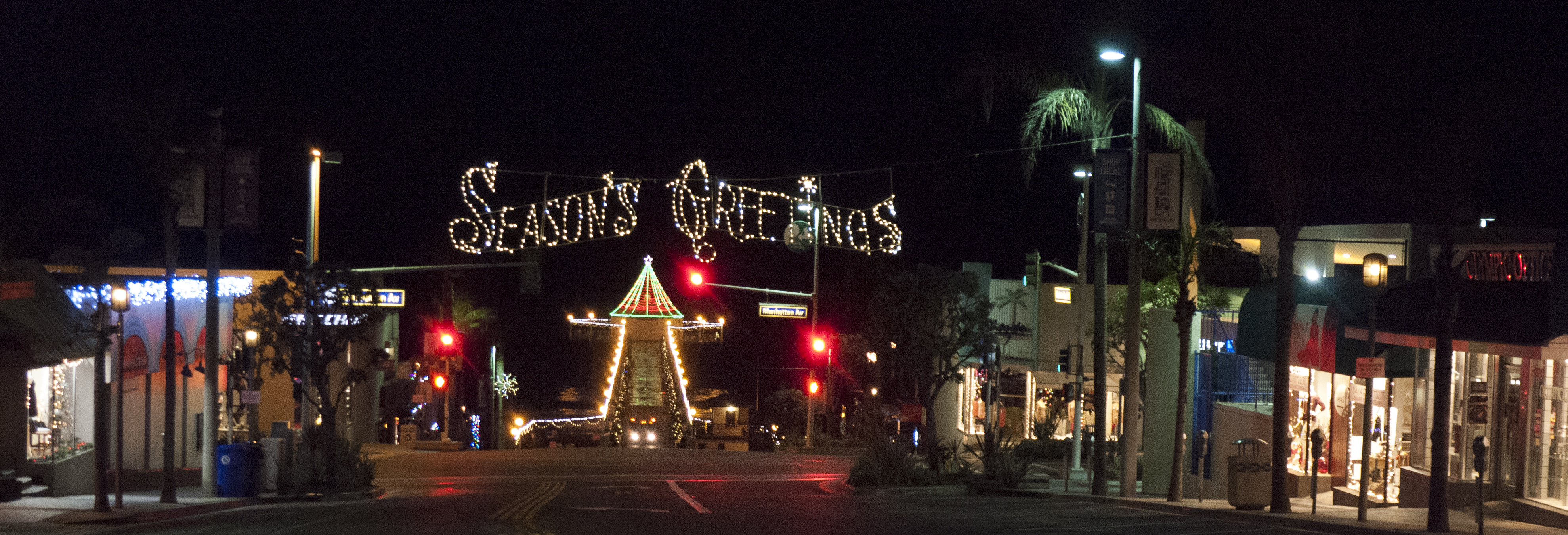
На Манхеттен-Біч у 2013 році.

## Географія
Мангеттен-Біч розташований за координатами 33°53′23″ пн. ш. 118°23′51″ зх. д. / 33.88972° пн. ш. 118.39750° зх. д. (33,889632, –118,397370). За даними Бюро перепису населення США в 2010 році місто мало площу 10,21 км², з яких 10,20 км² — суходіл та 0,01 км² — водойми.
Манхеттен-Біч займає 3400 метрів пляжного узбережжя океану.

### Клімат
| Клімат : Мангеттен-Біч       | Клімат : Мангеттен-Біч | Клімат : Мангеттен-Біч | Клімат : Мангеттен-Біч | Клімат : Мангеттен-Біч | Клімат : Мангеттен-Біч | Клімат : Мангеттен-Біч | Клімат : Мангеттен-Біч | Клімат : Мангеттен-Біч | Клімат : Мангеттен-Біч | Клімат : Мангеттен-Біч | Клімат : Мангеттен-Біч | Клімат : Мангеттен-Біч | Клімат : Мангеттен-Біч |
| Показник                     | Січ.                   | Лют.                   | Бер.                   | Квіт.                  | Трав.                  | Черв.                  | Лип.                   | Серп.                  | Вер.                   | Жовт.                  | Лист.                  | Груд.                  | Рік                    |
| Абсолютний максимум, °C      | 32,8                   | 33,3                   | 35,0                   | 38,9                   | 36,1                   | 40,0                   | 36,1                   | 36,7                   | 43,3                   | 41,1                   | 38,3                   | 34,4                   | 43,3                   |
| Середній максимум, °C        | 18,3                   | 17,6                   | 17,9                   | 18,8                   | 20,1                   | 21,8                   | 23,6                   | 24,0                   | 23,8                   | 22,7                   | 20,5                   | 18,4                   | 20,6                   |
| Середній мінімум, °C         | 9,6                    | 10,1                   | 11,1                   | 12,3                   | 13,7                   | 16,3                   | 17,8                   | 18,0                   | 17,2                   | 15,2                   | 11,8                   | 9,4                    | 13,6                   |
| Абсолютний мінімум, °C       | −2,8                   | 1,1                    | 1,7                    | 5,6                    | 7,2                    | 8,9                    | 11,1                   | 10,6                   | 8,3                    | 6,1                    | 3,3                    | 0,0                    | −2,8                   |
| Норма опадів, мм             | 69                     | 85                     | 47                     | 18                     | 6                      | 2                      | 1                      | 1                      | 5                      | 14                     | 28                     | 52                     | 328                    |
| ---------------------------- | ---------------------- | ---------------------- | ---------------------- | ---------------------- | ---------------------- | ---------------------- | ---------------------- | ---------------------- | ---------------------- | ---------------------- | ---------------------- | ---------------------- | ---------------------- |
| Джерело: The Weather Channel |                        |                        |                        |                        |                        |                        |                        |                        |                        |                        |                        |                        |                        |

Манхеттен-Біч має переваги від океанських бризів, що забезпечують чисте повітря й літні температури, що на 5,6—11,1 градусів холодніше, ніж у внутрішніх областях Південної Каліфорнії.

### Пляж і піщані дюни
Манхеттен-Біч — прекрасне місце для пляжного волейболу і серфінгу.
Більшість земель у Манхеттен-Біч були колись відкритими піщаними дюнами, що тепер забудовані будівлями. Підвищення дюн дають гарний вин на океан для мешканців західної частини міста. Найвищий пагорб становить 244 футів у висоту й розташований на південно-заході міста. Єдина дюна залишилася у Сенд-Дюн парку, де пісок нагадує оригінальний пейзаж міста. Наприкінці 1920-х років надлишок піску був придбаний гавайськими забудовниками у Kuhn Brothers Construction Company для доставки піску через Тихий океан з Манхеттен-Біч через Лос-Анджелес Харбор на Вайкікі-Біч протягом 10-річного періоду.
Пляж має ширину близько 120 метрів й 3400 метрів у довжину. На початку минулого сторіччя, пляж був вузьким (приблизно 45 метрів) з ухилом. З 1938 по 1989 рік його було розширено у понад 2 рази на півночі за будівництва очисного заводу Хайперіон, Марина-Дель-Рей й електростанції Скаттергуд. Пісок було пересунуто на південь природною прибережною течією океану.
Кожен серпень в місті проводиться Мангеттен-Біч відкритий турнір з пляжного волейболу й міжнародний Серф-фестиваль.

### Місцевості

Скляний будинок на „Стренд“

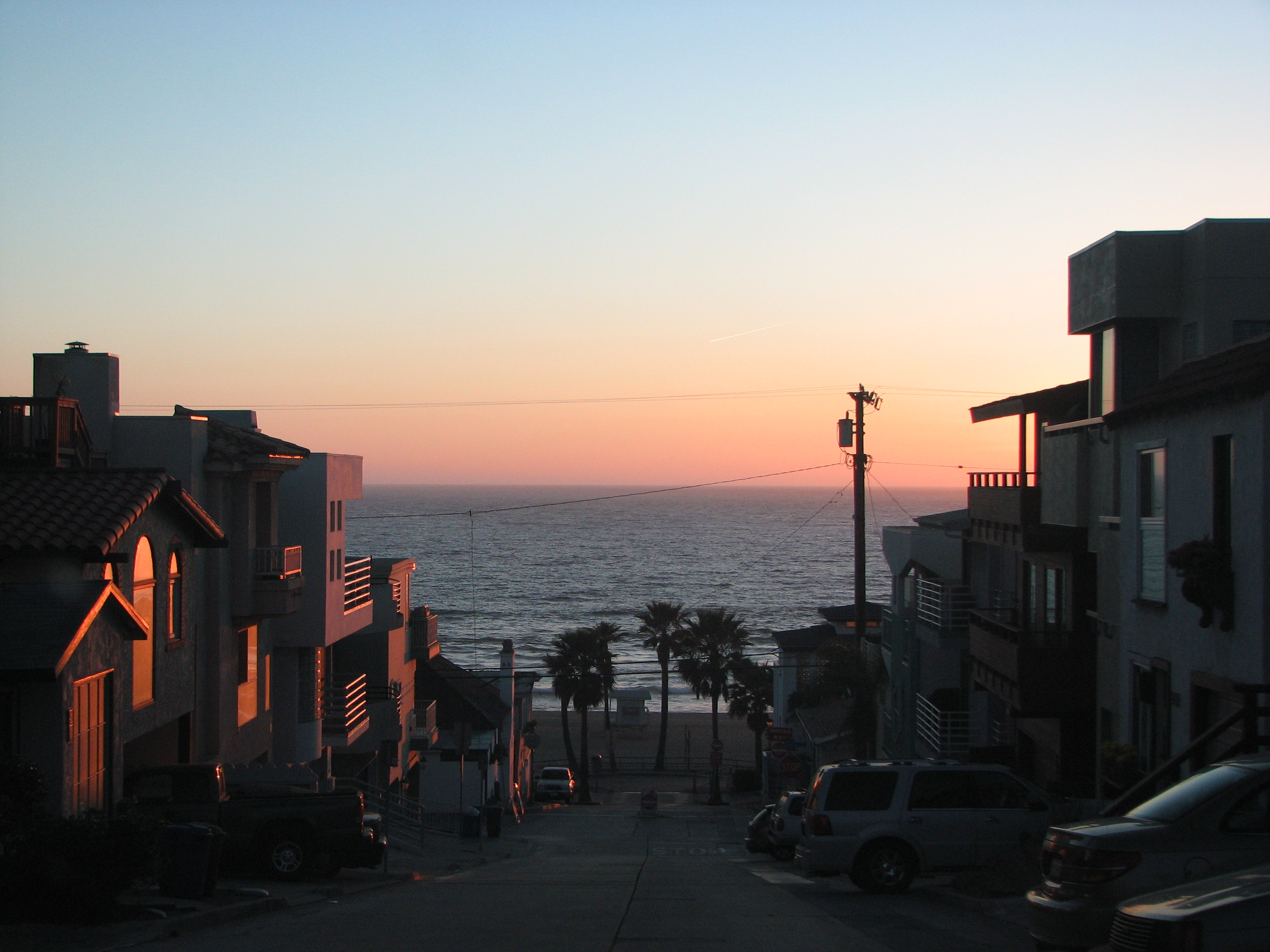
Вид на океан у Мангеттен-Біч

Мешканці поділяють місто на кілька місцевостей: Стренд (нитка), Сенд-Секшен (Піщаний Відділ), Хилл-Секшен (Пагорбовий Відділ), Трі-Секшен (Дерев'яний Відділ), Гез-Ламп Секшен (Газоламповий відділ), Мангеттен-Вілладж (Мангеттенське село), Манхеттен-Хайтс (Мангеттенські висоти), Манхеттен-Ноллс (Мангеттенські пригірки), Ліберті-Вілладж (Вільне село), Зе-Поетс-Секшен (у складі Шелли, Теннисон, Лонгфеллоу, Кітс), Ел-Порто (Норт-Мангеттен-Біч). Зе-Рот-Тракт між Херрин й Пек іноді називають Бьорд-Секшен.
Місцевість Хилл-Секшен відома за високою ціною на будинки, де багато садиб реконструйовані або наново побудовані. Круті пагорби надають панорамний видом на океан та місто.
У сусідньому Сенд-Секшен тихі пішохідні вулиці прилеглі до океану. Будинку на березі океану простягаються вздовж велосипедної доріжки й пішохідної алеї «Стренд».
«Стренд» Манхеттен-Біч містить один з найдорожчих будинків за квадратний фут у США.
З 2010 року нові проекти забудови у Мангеттен-Біч не може перевищувати двох ділянок землі. Такі обмеження на розмір й зовнішній вигляд були прийняті у Мангеттен-Біч міською радою, щоб зберегти зовнішній вигляд пляжного містечка після того, 3 ділянки лоти були об'єднані для вілли у 16,000 квадратних футів на узбережжі у 2008 році.

#### Даунтаун (центр) міста
Даунтаун Мангеттен-Біч проходить уздовж Мангеттен-Біч бульвару й вулиць перпендикулярних до Мангеттен-Біч Пірс й Валлі Драйв. Тут багато ресторанів, що оцінені у Zagat, бутіки і магазини, що створюють пішоходний багатофункціональний міський центр. На колишньому місці керамічної фабрики Metlox, що була закрита на початку 1990-х років і перепрофільована на багатофункціональний центр із розкішним бутік-готелем, спа, ресторанами, магазинами, підземним паркінгом.

#### Північний Мангеттен-Біч Район
Північний Манхеттен-Біч є діловим районом, що розташовано недалеко від перетину Роузкранс і Хайланд, містить багато прекрасних ресторанів й магазинів. Район охоплює від 32-ї до 45-ї вулиці у межах якого міститься понад 80 бізнесів».

#### Роузкранс Коридор
Роузкранс Коридор розташовано на південній стороні Роузкранс Авеню, на схід від Сепулведи та на захід від Авіейшен.
Тут розташовані Манхаттен-Біч заміський клуб у західній кінцівці Мангаттен-Біч Готеля й поля для гольфу, універмаг електроніки Фрайс Електронікс, магазини роздрібної торгівлі, ресторани, супермаркети, багатоповерхові офісні будівлі й торгові центри.

#### Сепульведа Коридор
Комерційній район за головною міською магістраллю «Північ — Південь». Цей район включає в себе Манхеттен Вілладж Молл (Манхеттенський сільський торговий центр), що розташовано на схід від бульвара Сепулведа між авеню (проспектами) Марін й Роузкранс. Торговий центр, побудований на початку 1980-х, був відремонтований наприкінці 1990-х й на початку 2000-х років. Торговий центр має 2 універмагиМейсіс на обох кінцях і орендарів включають в себе Pottery Barn, Pottery Barn Kids, Williams-Sonoma, і магазин Apple. Тут також розмішений медичний центр Кайзер Перманенті на бульварі Сепулведа.

#### Авіейшн Коридор
Розташований уздовж бульвару Авіейшн (східна межа міста), на південь від Роузкранс-авеню й на північ від Маріна авеню. Тут розташовано декілька розважальних й космічних комплексів: студії Manhattan Beach Studios, Нортроп Груммана космічний парковий комплекс. Manhattan Beach Media Campus є місцем виробництва багатьох популярних фільмів та телевізійних шоу, включаючи Marvel pictures «Тор» й «Залізна Людина 2» і обидва сиквела фільм Джеймса Кемерона «Аватар». Студійний комплекс обладнаний однією з найбільших фотоелектричних сонячних панелей на даху установок в районі, що генерує близько 1 мвт потужності.

## Парки та зони відпочинку

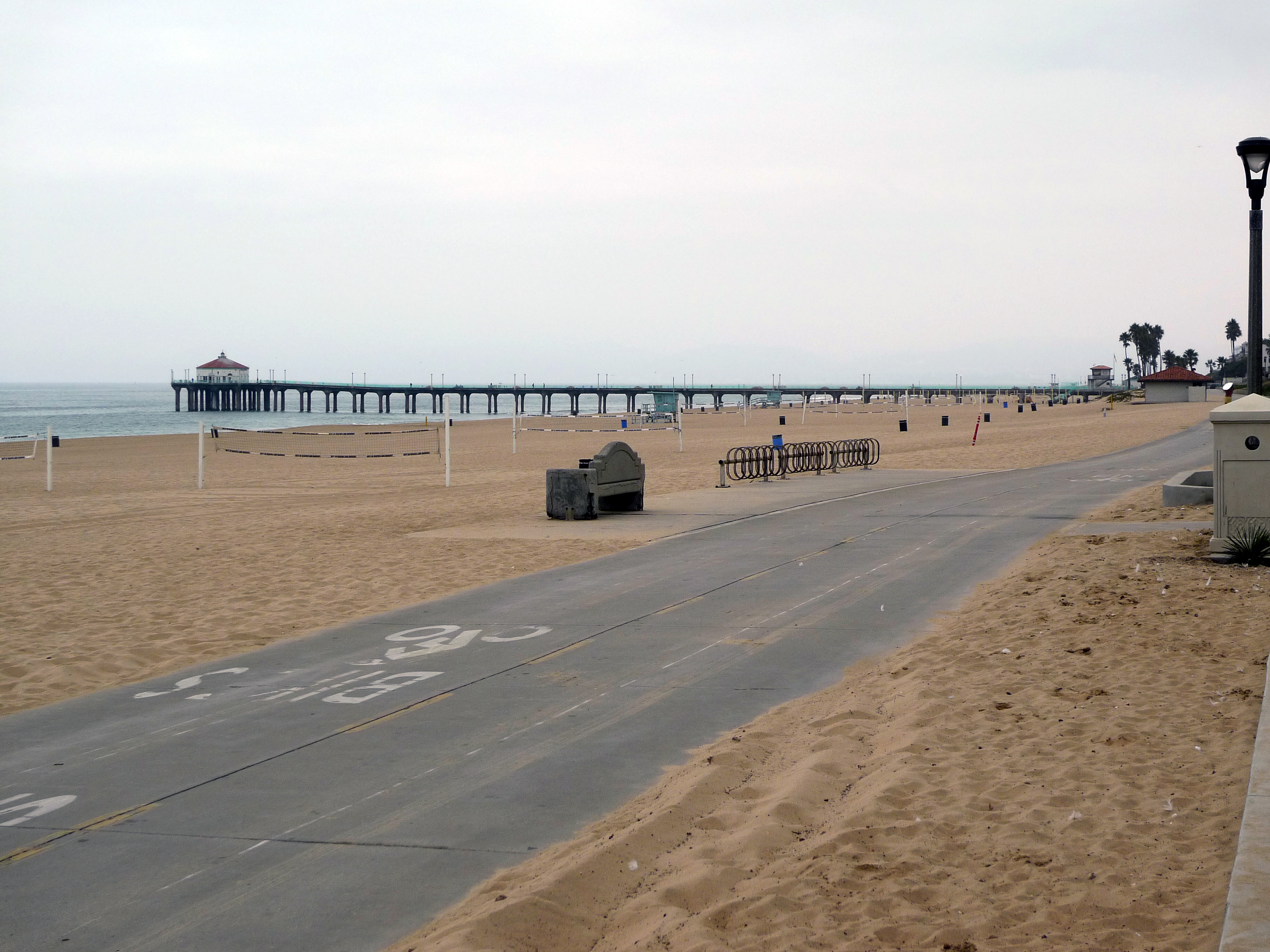
Пірс Мангеттен-Біч й бетонна велосипедна доріжка

Мангаттен-Біч славиться своїми чистими, широкими піщаними пляжами й притягає понад 3,8 млн відвідувачів щорічно. Уздовж пасма на східній околиці пляжу, бетонна велосипедна доріжка виділена для велосипедистів. Велодоріжка простягається на північ від Санта-Моніки і на південь до Палос-Вердес. Окрема 3400-метрова доріжка, призначена для пішоходів, проходить уздовж велосипедної доріжки. Туалети й душ прилеглі стежок Стренду. Пляжний волейбол, купання, йсерфінг дуже популярні серед мешканців й відвідувачів міста. Популярні місця для серфінгу включають Пірс й Ел-Порто. Рятувальні станції розташовані по всій довжині пляжу. Пляж прибирається щодня гуртами з Департаменту пляжів й гаваней Лос-Анджелеського оуругу.
Йорк по імені Манхеттен-Біч #1 «2011 кращі місця для багатих і самотніх», під час подорожі Канал імені Манхеттен-Біч на 9-й самий класний пляж на землю 2008 «21 цитрусових» показують. Манхеттен-Біч також називають «перлиною Південно-Бей» по своїй красі і доцільності.
Є кілька громадських парків в місті. Найбільший і найпопулярніший парк polliwog розташований на набережній Манхеттена, у двох кварталах на захід від авіаційної бульвар. Пуголовок парк включає в себе Манхеттен-Біч, Ботанічний сад, а також невелике озеро, концерт під відкритим небом амфітеатр, дитячий майданчик обладнання, столи для пікніка, туалети і обгороджений собака район навчань. Також на сайті Манхеттен-Біч Історичне Товариство Червоного котеджу, у якому проживає Міська колекція історичних артефактів. Морський Парк-Авеню, на захід від авіації бульвар морський, має кілька світяться кулі поля, баскетбольні майданчики, критий ракеткою м'яч об'єкті. Невеликий скейт-парк був доданий в морський Парк Авеню в 2017 році після 16 років боротьби за його розташування. Лайв-ОК-парк в центрі міста з полями, обладнання спортивної майданчики, тенісні корти та столи для пікніка. Брюс пляж (раніше Кульякан Park) знаходиться на північ від центру міста.

## Демографія
Згідно з переписом 2010 року, у місті мешкало 35 135 осіб у 14 038 домогосподарствах у складі 8913 родин. Густота населення становила 3442 особи/км². Було 14929 помешкань (1463/км²).
Расовий склад населення:
| - 84,5 % — білих - 8,6 % — азіатів - 0,8 % — чорних або афроамериканців - 0,2 % — корінних американців - 0,1 % — вихідців з тихоокеанських островів - 1,2 % — осіб інших рас |

До двох чи більше рас належало 4,6 %. Частка іспаномовних становила 6,9 % від усіх жителів.
За віковим діапазоном населення розподілялося таким чином: 24,8 % — особи молодші 18 років, 62,5 % — особи у віці 18—64 років, 12,7 % — особи у віці 65 років та старші. Медіана віку мешканця становила 40,9 року. На 100 осіб жіночої статі у місті припадало 100,4 чоловіків; на 100 жінок у віці від 18 років та старших — 99,2 чоловіків також старших 18 років.
Середній дохід на одне домашнє господарство становив 214 496 доларів США (медіана — 143 527), а середній дохід на одну сім'ю — 260 352 долари (медіана — 170 842). Медіана доходів становила 132 809 доларів для чоловіків та 86 853 долари для жінок. За межею бідності перебувало 4,0 % осіб, у тому числі 3,8 % дітей у віці до 18 років та 2,8 % осіб у віці 65 років та старших.
Цивільне працевлаштоване населення становило 17 267 осіб. Основні галузі зайнятості: науковці, спеціалісти, менеджери — 20,9 %, освіта, охорона здоров'я та соціальна допомога — 20,1 %, фінанси, страхування та нерухомість — 12,4 %, виробництво — 11,5 %.

## Економіка
Ціни на житло в Мангеттен-Біч є одним з найвищих в штаті Каліфорнія. У 2013 році дослідження Dataquick повідомили, що були більше будинків з понад $1 млн продажем у Манхеттен-Біч, ніж будь-якому місті у Каліфорнії. Пасифік-Палісейдс, Беверлі-Хиллс, Ла-Хойя, Малібу, Бел-Ейр, Оринда, Атертон, Монтесіто та інші містах в Каліфорнії стять у розташовані нижче за Мангеттен-Біч. За Higley 100 Census survey Хилл-Секшен Манхеттен-Біч є другим за величиною за доходами доходами домогосподарств місцевістю у Лос-Анджелеській окрузі, за Беверлі Парк, що займає 1-ше місце, а Беверлі-Хиллс (90210 індекс) займає 3-тє місце, відповідно. Поточна середня ціна житлового будинку складає 2,2 млн дол. на 23 листопада 2014 року,. Вартість землі у Мангаттен-Біч є серед найвищих за квадратний метр у країні. Вартість землі у Стренді Манхеттен-Біч сягає близько 10 мільйонів доларів за ділянку під будівництво у 279 м2.
На 2010 рік найбільшими роботодавцями у місті є:
| # | Роботодавцем                               | # співробітників |
| - | ------------------------------------------ | ---------------- |
| 1 | Універмаг Таргет                           | 405              |
| 2 | Взуттеве підприємство Скечерс              | 362              |
| 3 | Універмаг Мейсіс                           | 271              |
| 4 | Універмаг електротоварів Фрайс Електронікс | 251              |
| 5 | Готель Мерріотт                            | 208              |

## Уряд

### Місцеве самоврядування
Місто Манхеттен-Біч регулюється п'ятьма членами міської ради. Члени міської ради обираються кожні чотири роки. Посада мера переходить між членами міської ради кожні 9 місяців. Міського-менеджера призначає міська рада. Обраний міський скарбник служить 4-річний термін.
Біч-Сітіс район охорони здоров'я забезпечує здоров'я та оздоровчі послуги для мешканців Хермоса-Біч, Манхеттен-Біч і Редондо-Біч. Він фінансується частково у 3 млн доларів щороку від податків на майно. Один із 78 Каліфорнійських медичних округів, був створений в 1955 році як Саут-Бей лікарня, що вже не існує й був перейменований на сучасну назву у 1993 році. Медичний район відкрив АдвенчерПлекс, у Манхеттен-Біч — фітнес-центр для дітей та їх сімей у 2002 році, що наповнений лабіринтами, тунелями, відкритими скелелазними стінами, складними канатними напрямами, і критим тренажерним залом,

### Уряд округу
Манхеттен-Біч розташовано у 4-му Надрайонний дистрикт Лос-Анджелеської округи. Округа збирає податки на нерухомість у місті.

## Газети
Манхеттен-Біч обслуговується газетами:
- Ізі Рідер-Манхеттен-Біч [Архівовано 6 березня 2019 у Wayback Machine.]
- Біч Магазін [Архівовано 6 березня 2019 у Wayback Machine.]
- Дейлі Бріз
- Лос-Анджелес Таймс
- Біч Репортер

## У популярній культурі
Місця зйомок
- 1408 (2007). Джона К'юсака персонаж подорожує в хвилях Ел-Порто.
- 2012 (2009). Тріщини з'являються в середині 45-ї вулиці.
- У 1983 році Тейлор Хекфорд фільм, Всупереч всьому ([./https://en.wikipedia.org/wiki/Against_All_Odds_(film) [Архівовано 21 квітня 2019 у Wayback Machine.] Against All Odds]), було знято на березі і на пляжі.
- Джордж Джанг у фільмі Кокаїн.
- В [./https://en.wikipedia.org/wiki/CBS [Архівовано 5 березня 2019 у Wayback Machine.] CBS] серії CSI: Маямі, на Манхеттен-Біч студії і один епізод знято у Поллівог парк.
- ТБ-шоу Ханна Монтана, використовувало зображення Міра-Коста вищої середньої школи й Пірс Манхеттен-Біч.
- Джеррі Магуайер (1996). У кіно Дороті (Рене Зеллвегер) будинок розташовано у Гез-Лемп-Секшн на 23-ій вулиці.
- На каналі Fox телесеріал Чужа сім'я
- Набір сцен всередині особняка губернатора Свана в Пірати Карибського моря: Прокляття «Чорної перлини» були зняті тут.
- На гребені хвилі (1991). У фільмі, Кіану Рівз купує серферську дошку у магазині, розташованому на Пірсі Манхеттен-Біч.
- Старскі і Хатч (2004). В кіно, Старскі (Бен Стіллер), розтягується під пірсом.
- Схід Текіли (Tequila Sunrise, 1988). Мел Гібсон живе на пляжі біля пірсу.
- Телеканалу The CW телесеріал «Вероніки Марс».
- ТБ-шоу Косяки.
- Фільм Крилаті ролери.
- Кліп на пісню «Білі стіни» Macklemore.

Інші
- Мангеттен-Біч згадується в пісні The Beach Boys «Серфуй США» Члени групи були із сусіднього міста Хоторн й каталися в Манхеттен-Біч.
- Відкритий турнір із пляжного волейболу МанхеттенБіч відомий як «Вімблдонський турнір із пляжного волейболу». Імена чемпіонів турніру вписані у дошки уздовж пірса Манхеттен-Біч. Ця подія зазвичай відбувається у серпні і виходить в ефір на національному телебаченні.

## Відомі люди

### Письменники
- Джордан Белфорт: автор Вовк з Уолл-Стріт[28]
- Томас Пинчон: прозаїк, Крик партії 49, Веселка земного тяжіння

### Актори
- Алан Дейл — новозеландський актор
- Бред Берд: директор (Причепа, Рататуй)
- Рейчел Блум: комік, актриса, співачка
- Зуї Дешанель: актриса (нова дівчина)[29]
- Метью Фокс: актор (втрачений, група з п'яти)
- Джим Ліндберг: співак панк-рок-групи із Саут-Бей Pennywise
- Бен Маккензі: актор (О. С., Саутленд, Готем)
- Маріса Міллер: обкладинка журналу Спорт Ілюстрований купальниковий випуск
- Редфу: вокаліст LMFAO
- Тара Рід: Актриса і модель
- Коді Сімпсон: австралійська співачка/музикант
- Макс Тіріот: актор
- Вінс Вон: актор
- Оуен Вілсон: актор

### Спортсмени

#### Баскетболісти
- Брайан Кук: форвард «Лос-Анджелес Кліпперс»
- Девін Джордж: колишній гравець НБА
- Блейк Гріффін: вперед за «Лос-Анджелес Кліпперс»[30]
- Станіслав Медведенко: баскетболіст, колишній форвард «Лос-Анджелес Лейкерс»
- Стів Неш: колишній гравець НБА суперзірка
- Майкл Оловоканді: колишній гравець НБА
- Желько Ребрача: колишній центровий гравець «Лос-Анджелес Кліпперс»
- Дайана Тауразі: баскетболістка, триразовий олімпійський чемпіон, триразовий чемпіон ГЦСІ, і триразовий чемпіон WNBA[31]
- Люк Уолтон: головний тренер «Лос-Анджелес Лейкерс»

#### Футболісти
- Брюс Арена: головний тренер «Лос-Анджелес Галаксі»[32]
- Боб Бредлі: колишній головний тренер збірної США чоловічої Національної футбольної команди
- Лендон Донован: гравець «Лос-Анджелес Галаксі»
- лаксі, США нападник національної збірної[32]
- Омар Гонсалес: гравець «Лос-Анджелес Галаксі»[32][33]
- Міа Хемм: колишній олімпійський футболіст[32]
- Кобі Джонс: гравець «Лос-Анджелес Галаксі»

#### Хокеїсти
- Роб Блейк: колишній захисник і нинішній виконавчий «Лос-Анджелес Кінгз»
- Дастін Браун: правий вінгер для «Кінгз»; дано ключі від міста мер Пауелл
- Павол Демітра: вперед для Міннесота Уайлд
- Нельсон Емерсон: колишній НХЛ правого вінгера; директор з розвитку «Лос-Анджелес Кінгз»
- Олександр Фролов: хокеїст «Лос-Анджелес Кінгз»
- Маріан Габорік: колишній форвард «Лос-Анджелес Кінгз»[34]
- Тім Глісон: захисник для Кароліна
- Рон Гекстолл: колишній воротар для Філадельфія Флайєрс; ГМ, для листівок
- Анже Копітар: капітан, центральний гравець та зірка Західної конференції «Лос-Анджелес Кінгз»
- Глен Мюррей: колишній правий вінгер для «Бостон Брюїнз»
- Джонатан Куік: воротар «Лос-Анджелес Кінгз»
- Майк Річардс: центр «Лос-Анджелес Кінгз»
- Люк Робітайл, президент і генеральний директор, «Кінгз», колишня зірка хокею
- Матьє Шнайдер: колишній хокеїст НХЛ[35]
- Джон Стівенс: головний тренер «Лос-Анджелес Кінгз»
- Любомир Вишньовський: колишній захисник «Лос-Анджелес Кінгз»

#### Інші спортсмени
- Керрі Уолш Дженнінгс: триразовий олімпійський пляжний волейболіст, дали ключ від міста від мера Пауелла[36]
- Вікторія Азаренко: професійний гравець у теніс
- Марія Шарапова: професійна тенісистка, срібний призер Олімпійських ігор, дав ключ від міста від мера Пауелл
- Ребекка Соні: п'ятиразовий олімпійський чемпіон плавець і рекордсмен світу[37], дали ключ до міста мер Пауелл